# Rocket League
„Rocket League“ е футболна видео игра, разработена и издадена от компанията Psyonix. Играта е пусната за Microsoft Windows и за PlayStation 4 през юли 2015 г., и по-късно за Xbox one, macOS, Linux, и Nintendo Switch. През юни 2016 г., 505 Игри започнаха раздаването на бета версия за PlayStation 4 и Xbox One, с Warner Bros.
Описана като „Футбол, но с автомобили с ракетни способности“, „Rocket League“ е игра, в която конролирайки една от колите на терена ти трябва да вкараш топката във вратата на опонента. Играта е мултиплейър, като може да се играе, както без интернет, но само с ботове, така и онлайн, в това число и cross-platform – между PlayStation 4 и Microsoft Windows версия, както и cross-play, между Xbox One, Switch и версии на Windows. По-късно, с актуализациите на играта, е включена възможност за промяна на основните правила, като например да скачаш по-високо в колата си и топката да е по-лека, и са добавени нови режими на игра – хокей и баскетбол.
Rocket League е продължение на играта на Psyonix от 2008 г. Supersonic Acrobatic Rocket-Powered Battle-Cars, която е била само за PlayStation 3. Battle-Cars получава смесени оценки и не е с голям успех, но въпреки това придобва верни фенове. Psyonix продължава да поддържа играта, чрез развитието на договорите си с други студия. Psyonix започва официално създаването на „Rocket League“ през 2013 г., взимайки част от по-старата Supersonic Acrobatic Rocket-Powered Battle-Cars и мнения на фенове. Psyonix признават, че липсата на продажби, от „Battle-Cars“, и са инвестирали много в социални медии и реклами, включително пускането на безплатно изтегляне на играта за хора с PlayStation Plus.
Rocket League е похвалена за нея геймплей и подобрения в сравнение с предишната Battle-Cars, както и графики и обща представа. Играта е спечелила няколко награди и достига над шест милиона продажби и 40 милиона играчи до началото на 2018 година. Rocket League е била приета в eSports, с професионални играчи, участващи в ESL и Major League Gaming и също така Psyonix правят свои собствени турнири за Rocket League Champion Series (RLCS).

## Игра
Геймплея в Rocket League е почти същия като този на неговия предшественик,  Supersonic Acrobatic Rocket-Powered Battle-Cars. Играчите управляват колите си, за да ударят топката, която е доста по-голяма от колите им, и се опитват да я насочат към противниковата врата. Автомобилите имат възможност да се скачат за да удари топката, докато във въздуха. Играчите също могат да се сдобият с нитро, което се намира на определени места по терена. Използвайки допълнителен тласък могат да ударят противников играч, за да го унищожат и след около 5 секунди той се връща на терена. Играчите също могат да използват нитротоси, когато топката е високо във въздуха, за да се придвижат до нея и да я ударят. Играчите също могат да изпълняват бързи маневри, в резултат на което могат да предотвратят евентуално унищожаване, или да тръгнат към топката, ако някой ѝ смени посоката много бързо.

### Сваляемо съдържание
Psyonix планира да продължи да развива Rocket League с downloadable content (DLC), което не променя начина на игра, само вина да колите. През ноември 2015 г., ъпгрейд на играта добавя възможността да се „мутира“ един мач. Това дава възможност за различни настройки на мача, като ниска гравитация, вместо топка да е куб и др. Благодарение на това, Psyonix може да предложи на потребителите си изпробването на нови режими, или нови неща за празничните събития. Например, през втората половина на декември 2015 г. Psyonix представиха нов стадион, а именно хокеен, с шайба вместо топка и лед вместо трева. Този режим се оказа много популярен. През април 2016 г., разработчиците са добавили баскетбол. Новият „Rumble“ режим, който добавя уникални бонуси на различните карти, е издаден през септември 2016 година.